# Silent Hill: Downpour
Silent Hill: Downpour — компьютерная игра в жанре survival horror, восьмая часть серии игр Silent Hill, разработанная чешской компанией Vatra Games и изданная Konami в 2012 году для игровых приставок Xbox 360 и PlayStation 3. Silent Hill: Downpour была официально анонсирована на игровой выставке Electronic Entertainment Expo в 2010 году, где был показан первый трейлер игры. Игра была выпущена 13 марта 2012 года в Северной Америке, релиз в Европе состоялся 30 марта. На территории России игра была издана на английском языке компанией «1С-СофтКлаб».
Действие игры разворачивается в вымышленной вселенной, частично напоминающей реальный мир, в которой происходит пересечение повседневной реальности с другим, альтернативным миром, наполненным монстрами. Главного героя игры, Мёрфи Пендлтона, заключённого, на автобусе перевозят из одной тюрьмы в другую. По дороге автобус терпит крушение, в результате чего Мёрфи попадает в город Сайлент Хилл. Геймплей игры состоит из боёв с монстрами, исследования локаций с целью нахождения необходимых для продвижения по сюжету предметов и решения загадок. В Silent Hill: Downpour, в отличие от других игр серии, присутствует большое количество побочных квестов, которые не являются обязательными для выполнения.

## Игровой процесс
Silent Hill: Downpour — игра в жанре survival horror с видом от третьего лица. Игрок управляет Мёрфи Пендлтоном, сбежавшим из тюрьмы, и перемещается по городу, где обитают сверхъестественные существа. Downpour позволяет исследовать окружающую среду больше, чем предыдущие части серии . Пока Мёрфи исследует город пешком, он может использовать заброшенные туннели метро, чтобы сократить путь до различных частей города . Временами Мёрфи придется напрямую взаимодействовать с окружающей средой, чтобы продвинуться вперед — например, спускать пожарные лестницы с помощью крюков или разрушать заколоченные двери . Части его предыстории можно узнать из внутриигровых заметок и воспоминаний ; секретные послания можно обнаружить с помощью ультрафиолетового фонарика, а подсказки и карты хранятся в его дневнике, к которому можно получить свободный доступ . Игрок также может формировать характер Мёрфи с помощью нескольких моральных решений, представленных на протяжении всей игры, позволяя ему либо действовать, либо отказываться от возможности спасти неигровых персонажей .
Во время исследования Мёрфи может периодически встречать монстров, как одиночных, так и группы. Монстры могут причинить ему вред, из-за чего его здоровье уменьшается; при этом его одежда приобретёт окровавленный и рваный вид, отражая этот ущерб . Предметы для пополнения здоровья можно найти на протяжении всей игры . Для самозащиты Мёрфи может использовать различные виды оружия ближнего боя, включая стулья, бутылки, лопаты и топоры. Одновременно он может носить только один предмет, который постепенно портится от использования и ломается . Огнестрельное оружие и боеприпасы к нему ограничены, и Мёрфи трудно прицелиться из пистолета . Мёрфи также может драться кулаками, но это не позволяет ему блокировать атаки. Кроме того, по улицам Сайлент Хилла ездят призрачные полицейские машины; если Мëрфи столкнется с одной из них, появится группа монстров и нападëт на протагониста . В игре также есть погодная система, которая чередует туман с осадками разной степени; во время сильного дождя монстры появляются чаще и ведут себя более агрессивно по отношению к Мёрфи .
В определенные промежутки времени Мёрфи окажется в Потустороннем мире — сверхъестественном месте, где ему придётся решать головоломки, обходить ловушки или успешно уклоняться от преследующей его Пустоты, представленной в виде красного света. При приближении к Пустоте Мёрфи будет получать урон, а при близком контакте — умрëт . Мёрфи может попытаться замедлить её, сбивая предметы на её пути . В этих эпизодах также встречаются монстры, а окружение может работать против протагониста — так, двери могут внезапно закрываться перед его носом .
Игра предлагает четырнадцать необязательных побочных заданий, одно из которых открывается во втором прохождении . Они призваны заменить собой задания по поиску предметов из предыдущих игр Silent Hill, которые были необходимы для прохождения и часто включали в себя тематически связанный побочный сюжет. В Downpour некоторые из побочных заданий состоят из расследования убийства, освобождения птиц в клетках или возвращения украденных вещей невидимым обитателям местного жилого комплекса . Выполнение побочных заданий, как правило, вознаграждается, но при продвижении по сюжету часть из них становится недоступна .

## Сюжет
Протагонистом игры является заключённый Мёрфи Пендлтон, отбывающий наказание в государственной тюрьме округа Райалл за угон полицейской машины и сопротивление при аресте. Сюжет начинается с того, как Мёрфи и ещё нескольких заключённых переводят в тюрьму строгого режима округа Вейсад, после недавно произошедшего тюремного восстания. Перевод сопровождает женщина-надзиратель Энн Каннингем, которая по какой-то причине пристально присматривает за Мёрфи.
Во время транспортировки, автобус попадает в аварию и сваливается с огромной высоты. Мёрфи приходит в сознание неподалёку от разбившегося автобуса и обнаруживает, что он совершенно один. Воспользовавшись моментом, Мёрфи решает бежать и направляется к шоссе, но обнаруживает, что вся местность перекрывается непроходимыми провалами . На заброшенной автозаправке он узнаёт, что ближайшим населённым пунктом является Сайлент Хилл. Кроме того, его начинают преследовать различного рода галлюцинации и ужасные монстры, а по радио некий DJ Бобби Рикс зовёт Мёрфи к себе в студию, которая располагается в Сайлент Хилле.
В своем путешествии по городу, Мëрфи встречает загадочного почтальона Говарда Блэквуда и отправляется в Ущелье Дьявола, туристическую достопримечательность, где он сталкивается с рейнджером парка, Джей Пи Сейтером. Косвенно ответственный за смерть восьми детей, Сейтер в конечном итоге оказывается поглощенным чувством вины и совершает самоубийство . Попав в город через систему шахт, Мёрфи разыскивает Бобби Рикса и узнаёт, что он на самом деле является заложником Сайлент Хилла. Бобби Рикс успевает рассказать о лодке на пирсе, на которой можно выбраться из города, но их разговор прерывают неожиданно напавшие монстры . Выбравшись из студии, Мёрфи получает письмо от таинственного почтальона. В этом письме говорилось, что в приюте Святой Марии Мёрфи ожидает его родственник.
В приюте Мёрфи встречает монахиня и приглашает его в морг, чтобы забрать родственника. Монахиня также неожиданно исчезает, как и появляется, сказав, что будет ожидать в морге. Двигаясь по приюту, Мёрфи захлёстывают воспоминания о давней утрате сына, жестоко убитого педофилом , а по пятам начинает преследовать огромный человек с гигантским молотом — «Бугимен» (англ. Boogeyman), лицо которого закрывает противогаз. По мере прохождения выясняется, что Бугимен является испытанием Мёрфи, который для себя должен решить, чьё лицо скрывается под противогазом: его (в этом случае он продолжает винить себя в смерти сына) или Патрика Напье — настоящего убийцы. В конце концов, монстр погибает после того, как Мёрфи перестаёт себя винить в смерти своего сына, и на его месте появляется ключ от лодки Бобби Рикса .
Мёрфи отправляется на причал и находит лодку, однако, там его застаёт Каннингем, которая требует Мёрфи вернуться обратно, так как ей велит того город. Мёрфи отказывается подчиняться и надзирательница стреляет в него. После этого Мёрфи снова оказывается в тюрьме, но уже в изменённой реальности, порождённой чувством мести Каннингем. В процессе прохождения тюрьмы вскрываются подробности недавно произошедшего восстания, а в конце пути Мёрфи встречает гигантского монстра, жизнь которого поддерживается аппаратом искусственного кровообращения.
После победы над монстром раскрываются все перипетии сюжета. На самом деле Мёрфи специально угоняет автомобиль полиции, чтобы попасть в тюрьму, где отсиживает свой срок убийца его сына Патрик Напье. Сговорившись с местным охранником Джорджем Сьюэллом, Мёрфи свершает месть, но при этом со своей стороны тоже должен выполнить просьбу Сьюэлла — убить охранника Фрэнка Колриджа, который чуть не заложил Сьюэлла за его нелегальную деятельность в тюрьме. В свою очередь, Энн Каннингем является дочерью Фрэнка, который после покушения становится парализованным инвалидом. Таким образом, Энн хочет отомстить Мёрфи за своего отца.
В конце уже Мёрфи в глазах Энн предстает Бугименом. Игрок, управляя Бугименом, должен решить судьбу Энн .
В зависимости от действий игрока в процессе игры и в финальной сцене, возможна одна из шести сюжетных развязок.

### Концовки
На концовку игры влияет так называемый показатель кармы, который может быть положительным или отрицательным. Всякий раз, когда Мёрфи добивает лежащих врагов, показатель кармы снижается. Кроме того, на показатель влияют решения игрока в моменты, когда игра предлагает сделать выбор.
- «Прощение» — флэшбэк показывает события, которые произошли между Мёрфи, Фрэнком и Джорджем в тюремной душевой во время восстания. Пендлтон отказывается убивать Фрэнка, после чего Сьюэлл избивает их обоих. Он сообщает, что прикончил Напье, потому что Мёрфи не смог довести дело до конца. Затем Сьюэлл вонзает заточку Фрэнку в шею и вызывает подмогу, обвиняя во всём Мёрфи. Каннингем понимает, что Мёрфи не виноват в смерти её отца и прощает его. Через мгновение они оказываются на берегу у разбитого автобуса. Энн получает вызов по радио и отвечает, что она в порядке, а Мёрфи Пендлтон мёртв, после чего позволяет ему скрыться в лесу. Чтобы получить эту концовку, необходимо иметь положительную карму и пощадить Каннингем в конце игры.
- «Истина и правосудие» — концовка практически такая же как Прощение, однако, нам показывают как Каннингем идёт к Сьюэллу, держа за спиной пистолет. Затем она кидает на стол жетон своего отца со словами «Нам нужно поговорить». Чтобы получить эту концовку, необходимо иметь отрицательную карму и пощадить Каннингем в конце игры.
- «По кругу» — во флэшбеке Мёрфи вонзает заточку во Фрэнка, затем он поднимается и видит на полу уже два тела — Фрэнка и Энн. Мёрфи роняет оружие и в ужасе кричит, осознавая, что совершил. Он хватает пистолет и убивает себя. Пендлтон приходит в себя в тюремной камере, чтобы пройти через всё заново. Чтобы получить эту концовку, необходимо иметь положительную карму и убить Каннингем в конце игры.
- «Казнь» — показывается сцена смертной казни Мёрфи через смертельную инъекцию. Его обвиняют в убийстве сына и тюремного надзирателя Фрэнка Колриджа. Сьюэлл наблюдает за проведением казни и спрашивает у Мёрфи о его последних словах, на что он отвечает: «Увидимся в аду…». Приговор приводят в исполнение. Чтобы получить эту концовку, необходимо иметь отрицательную карму и убить Каннингем в конце игры.
- «Обмен» — показывается сцена в тюрьме из начала игры, однако, теперь Энн и Мёрфи поменялись местами. Каннингем — заключённая, которую переводят в другую тюрьму, а Пендлтон — надзиратель, который должен её сопровождать. Чтобы получить эту концовку, нужно позволить Каннингем убить Мёрфи в конце игры.
- «Сюрприз!» — Мёрфи делает подкоп, чтобы сбежать из тюрьмы. Он вылезает в помещении для казней. Включается свет, и комната оказывается наполнена персонажами серии Silent Hill, устроившими сюрприз. В их числе Хизер, Джеймс, Лора и Мэри. На столе лежит торт, к которому подходит Пирамидоголовый и перерубает его Великим ножом напополам вместе со столом. Шуточная концовка, которую можно получить, завершив квест «Копаясь в прошлом».

## История разработки
Первые упоминания о разработке новой части серии Silent Hill появились 8 апреля 2010 года на выставке Gamers Night 2010 во Франкфурте-на-Майне (Германия). Объявлено, что разработкой занимается чешская компания Vatra Games.
16 июня 2010 года на конференции Konami на ежегодной выставке E3 2010 была официально анонсирована новая часть серии Silent Hill под рабочим названием Silent Hill 8.
Выход игры был анонсирован на 2011 год для платформ Xbox 360 и PlayStation 3. После был показан кинематографический трейлер игры, в котором главного персонажа-заключённого везут в тюремном автобусе с другими преступниками. Вдруг сцена сменяется флешбэками, в которых главный герой убегает от полиции через лес и попадает в город Сайлент Хилл. Там он забирается в дом, находит пистолет и стреляет в нападающего на него монстра. Далее показывается трансформация мира из обычного в «альтернативный». Действие вновь переносится в автобус, который в это время въезжает в Сайлент-Хилл. В качестве композитора игры вместо Акиры Ямаоки выступил Дэниэл Лихт известный по своим работам для сериала «Декстер» и фильмов «Восставший из ада 4: Кровное родство», «Дети кукурузы 2: Смертельная жатва» и «Дети кукурузы 3: Городская жатва».
24 января 2011 года Konami опубликовала первые официальные скриншоты игры, концепт-арты, логотип и 90-секундный отрывок из саундтрека, часть которого использовалась в трейлере, показанном на выставке E3 2010. Также было объявлено, что игра должна выйти осенью 2011 года.
13 мая 2011 года, в честь того, что на официальную страницу серии игр Silent Hill в социальной сети Facebook подписалось более 500 тысяч человек, было выпущено видеообращение продюсера игры Девина Шатски, в котором он поблагодарил фанатов игры по всему миру и представил тизер-трейлер, сделанный на основе демоверсии игры, которая будет показана на выставке E3 2011. В тизере был продемонстрирован геймплей игры, а именно несколько сцен игры, в одной из которых видно сражение Мёрфи с монстрами.
2 июня 2011 года на выставке «Konami Pre-E3 Show 2011» были показаны новый трейлер Silent Hill: Downpour и отрывки геймплея в видео Silent Hill E3 2011 Behind The Scenes, в котором также было объявлено о том, что в разработке находятся HD-ремейки второй и третьей частей серии игр Silent Hill для PS3 и эксклюзивная игра для приставки PlayStation Vita — Silent Hill: Book of Memories. В трейлере были показаны новые локации, монстры и персонажи. Также была объявлена более точная дата выхода игры — зима 2011—2012 года.
На E3 2011, проходившей с 7 по 9 июня 2011 года в Лос-Анджелесе, для всех посетителей была доступна демоверсия Silent Hill: Downpour. 8 июня появилось видео с прохождением демоверсии в HD-качестве с комментариями разработчиков. В нём были показаны первые минуты игры, а также продемонстрирована боевая система.
С 15 по 18 сентября 2011 года в Японии проходила выставка Tokyo Game Show, посвящённая компьютерным играм. На ней был показан новый полноценный трейлер Silent Hill: Downpour, в котором впервые была продемонстрирована заглавная тема, написанная группой Korn. Также на выставке был продемонстрирован арт японской обложки игры за авторством Масахиро Ито, бывшего дизайнера серии.
2 ноября 2011 года Konami выпустила пресс-релиз, в котором сообщила даты выходы всех разрабатываемых трёх игр вселенной Silent Hill. Было объявлено, что Silent Hill Downpour выйдет в марте 2012 года.

## Выпуск
Silent Hill: Downpour первоначально планировалось выпустить в октябре 2011 года, но позже выпуск был перенесён на март 2012 года. В 2012 году Konami выпустила Downpour для Xbox 360 и PlayStation 3 13 марта в Северной Америке, 30 марта в Европе и 5 апреля в Австралии. В России англоязычные версии игры для PS3 и X360 вышли 30 мая. В качестве издателя выступила компания «1С-СофтКлаб». Версия для PlayStation 3 вышла 8 ноября 2012 года в Японии. В конце того же года вышел официальный патч, устраняющий проблемы с частотой кадров и сохранениями на обеих консолях. В 2016 году Downpour получила обратную совместимость с игровой консолью Xbox One.
В рамках продвижения игры издатель видеоигр Konami с 10 по 16 февраля 2011 года проводили в Facebook конкурс, в рамках которого поклонникам Silent Hill предлагалось создать оригинальную скульптуру кладбища, которая должна была появиться в готовой игре.
Комикс-спин-офф Anne’s Story (с англ. — «История Энн») был написан Томом Вальцем и проиллюстрирован Тристаном Джонсом. Комикс основан на дополнении для Downpour, которое так и не было выпущено, и рассказывает об Энн и её путешествии по Сайлент Хиллу, когда она пыталась поймать Мёрфи. IDW Publishing выпустила четыре выпуска в печать с сентября по декабрь 2014 года, а в октябре 2015 года переиздала их в составе второго тома Silent Hill Omnibus.

## Саундтрек
В Downpour многолетнего композитора серии Silent Hill Акиру Ямаоку сменил Дэниел Лихт. Лихт изучил музыку предыдущих игр, чтобы создать саундтрек игры с музыкальными темами, соответствующими традиционному звучанию серии, но с вкраплениями его личного стиля. Он работал с постоянной вокалисткой серии Мэри Элизабет МакГлинн над несколькими треками и считал её голос важнейшим для духа музыки.
Главную тему Downpour, «Silent Hill», исполнила американская ню-метал группа Korn. Konami выбрала группу из предложенных вариантов, после чего группа фанатов создала онлайн-петицию с требованием удалить заглавную тему из Downpour. Саундтрек был опубликован 13 марта 2012 года компанией Milan Records. Он поступил в продажу 6 марта в виде цифровой дистрибуции в формате MP3-файлов в комплекте с цифровым буклетом и 13 марта в формате Audio CD.

### Список композиций
| №                   | Название                          | Длительность |
| ------------------- | --------------------------------- | ------------ |
| 1.                  | «Silent Hill» (в исполнении Korn) | 3:10         |
| 2.                  | «Intro Perp Walk»                 | 2:48         |
| 3.                  | «In the Ravine»                   | 3:17         |
| 4.                  | «Bus to Nowhere»                  | 3:42         |
| 5.                  | «Meet JP»                         | 2:15         |
| 6.                  | «Stalking for Dinner»             | 4:27         |
| 7.                  | «Don’t Go in the Basement»        | 2:27         |
| 8.                  | «Railcar Ride»                    | 3:01         |
| 9.                  | «Downpour Intro»                  | 4:38         |
| 10.                 | «Jump Monster»                    | 1:40         |
| 11.                 | «Monastic Tendencies»             | 4:25         |
| 12.                 | «Clowning Around with Monsters»   | 2:18         |
| 13.                 | «Welcome to Devil's Pit»          | 2:22         |
| 14.                 | «Basement Fight»                  | 2:54         |
| 15.                 | «Cablehouse Blues»                | 2:23         |
| 16.                 | «Town Rain»                       | 2:58         |
| 17.                 | «The Caverns»                     | 2:55         |
| 18.                 | «Monastery Otherworld»            | 2:50         |
| 19.                 | «The Downpour»                    | 4:02         |
| Общая длительность: | Общая длительность:               | 58:32        |

## Отзывы и награды
| Сводный рейтинг       | Сводный рейтинг            |
| Агрегатор             | Оценка                     |
| --------------------- | -------------------------- |
| GameRankings          | X360: 66,61 % PS3: 66,58 % |
| Иноязычные издания    |                            |
| Издание               | Оценка                     |
| Destructoid           | 8/10                       |
| Game Informer         | 7/10                       |
| GameSpot              | 7,5/10                     |
| GamesRadar+           | 7/10                       |
| IGN                   | 4,5/10                     |
| Joystiq               | 3,5/5                      |
| OXM                   | 7,5/10                     |
| Rely on Horror        | 9/10                       |
| Русскоязычные издания |                            |
| Издание               | Оценка                     |
| PlayGround.ru         | 5,8/10                     |
| «Игромания»           | 8/10                       |

Silent Hill: Downpour получила смешанные отзывы, согласно агрегатору рецензий Metacritic. Критики высоко оценили сюжет и атмосферу игры, но раскритиковали боевую систему и техническое исполнение.

### Рецензии игры в зарубежной прессе
Тим Тури из Game Informer поставил игре оценку 7/10, заявив: «Я не жалею о проведенном времени в Silent Hill: Downpour, но большая часть моего прохождения была посредственной». Джим Стерлинг из Destructoid поставил ей 8/10, заявив: «В моменты, когда игра не навязывает игрокам некачественную боевую систему, и когда позволяет себе проявить максимум фантазии, Silent Hill: Downpour — это стильная и умело сделанная игра». Майкл Репараз из Games Radar поставил ей 7/10, написав: «Несмотря на свои недостатки, Silent Hill: Downpour всё же удается быть умной и изобретательной в некоторых моментах… Геймплей оставляет желать лучшего, но среди последних частей серии Silent Hill — это одна из лучших игр». Максвелл Макгри из GameSpot поставил игре 7,5/10, написав: «Downpour вносит несколько сомнительных изменений в устоявшуюся формулу, но эти решения отличают ее от остальных частей серии». Мэтт Кабрал из Official Xbox Magazine подвел итог своей рецензии: «Множество головоломок и открытых пространств заставляют игрока бесцельно блуждать и гадать, что нужно сделать. Но разнообразный геймплей, надёжная боёвка, эффективное сочетание психологических страшилок и жутких встреч делают Downpour достойной прохождения», поставив игре 7,5/10.
Одна из самых негативных рецензий поступила от IGN, в которой игре поставили 4,5/10. В рецензии говорится: «Самое обидное в Silent Hill: Downpour — это не паршивая боевка, не скучное исследование и даже не технические недочёты. Самое обидное — то, что время от времени вы всё-таки будете видеть признаки гениальности».
Ряд критиков положительно оценил саундтрек, однако Макгри из GameSpot раскритиковал общий звуковой дизайн, отметив, что мёртвая тишина слишком часто делает бои обыденными, а не пугающими. Ричард Митчелл из Joystiq отметил «восхитительную работу» Дэниела Лихта, но заявил, что «потеря давнего композитора серии Акиры Ямаоки может быть самым большим недостатком Downpour».

### Обзоры игры в русскоязычной прессе
Павел Астафьев, критик сайта PlayGround.ru, пишет, что Vatra Games не смогла достичь установленную ранее планку. Начало игры по уровню атмосферности характеризовалось такими эпитетами как «хит» и «легендарное возвращение […] серии», однако, по мере прохождения запас мрачности и выдержанности Downpour уменьшался. Критик связывает это с тем фактом, что методы воздействия с каждым разом деградировали — от звуков переходили к образам, а заканчивались сценами с расчленением. К минусам были причислены боевая система, дизайн монстров, визуальное исполнение, «типичные» загадки и самокопирование локаций. Более позитивно встречены интересные второстепенные герои, широкий выбор оружия, атмосфера отчаяния, работа со звуком и музыкой. Вердикт — средняя игра, имеющая посредственное отношение к серии. Оценка составила 5,8 балла из 10.
Авторы портала Игромания.ру, подводя итоги 2012 года отметили: «получилась просто глубокая, очень атмосферная игра, но никак не возвращение к истокам, и даже не Silent Hill как таковой».

### Награды игры

#### До выхода
Немецкий сайт о компьютерных играх Gamingxp.com присудил игре награду «Лучший хоррор», представленный на выставке GamesCom 2011.
Игра была названа лучшей в жанре Survival Horror на E3 2011 по версии французского ресурса Gameblog. Проект обошёл таких конкурентов как Resident Evil: Revelations и Rise of Nightmares.
Silent Hill: Downpour попал в «30-ку самых ожидаемых игр 2012 года» и в «Пятёрку неопределённых игр 2012» (англ. Five Games That Could Go Either Way in 2012) по версии интернет-сайта IGN.

#### После выхода
Сайт журнала «Игромания» по итогам 2012 года предоставил игре спецноминацию «Самая густая атмосфера». Олег Чимде, сотрудник того же издания, в своём личном топе поставил Silent Hill: Downpour на второе место.